# Murta Maria
Murta Maria (o Multa Maria) è una frazione del comune di Olbia che dista 12 km dal capoluogo.

## Origine del nome
L’origine più probabile del nome è il toponimo latino “multa maria” ovvero “molti mari”, definizione che si sposa perfettamente con la collocazione geografica del borgo.
Secondo alcuni il toponimo deriva dal nome e cognome della proprietaria del terreno o stazzo. In Sardegna nell'ambito agro-pastorale non sono rari casi di "matriarcato linguistico", in passato anche le persone venivano chiamate con nome e cognome della madre piuttosto che del padre. La frazione si sarebbe dovuta chiamare Maria Murta, ma l'inversione tra nome e cognome è abbastanza frequente a livello popolare.
La parola murta (in alcune varianti del sardo trovasi anche multa) significa molto semplicemente "mirto". Quindi la lettura complessiva del toponimo pare murta (a) mària, cioè [località delle] piante di mirto [vicino] al mare, o, meno facilmente [località del] mirto di Marìa.
È possibile, ma non dimostrabile, che il probabile originale murta a mari sia divenuto negli anni Murta Maria, con lo spostamento dell'accento e l'iniziale maiuscola, per assimilazione con il venerato nome femminile o per errata interpretazione di geografi non sardi, di cui si hanno tanti esempi facilmente riscontrabili con qualunque vocabolario sardo (Insula Sinuaria, ossia "isola ricca di seni e golfi", diventa isola Asinara; Golfu di li Ranci, ossia "golfo dei granchi", diventa Golfo Aranci; Ìsula de is Càvurus, ossia "isola dei granchi" in campidanese, diventa isola dei Cavoli, etc.).

## Monumenti e luoghi d'interesse

### Architetture religiose
Nell'abitato è presente la chiesetta di San Giuseppe

### Spiagge
Di fronte all'area marina protetta di Tavolara si trova la spiaggia di Porto Istana, centro balneare meta di vacanzieri appassionati di attività subacquee e surfisti. Sono presenti nel centro turistico di Porto Istana hotel, ristoranti e villaggi turistici, con numerosi servizi e con noleggio di attrezzature e natanti.
Oltre alla spiaggia di Porto Istana, nella frazione è presente Marina Maria, che è la spiaggia direttamente collegata alla località; questa si affaccia sul golfo di Olbia ed è limitrofa a capo Ceraso, promontorio con innumerevoli spiagge e calette.